# دمار متبادل

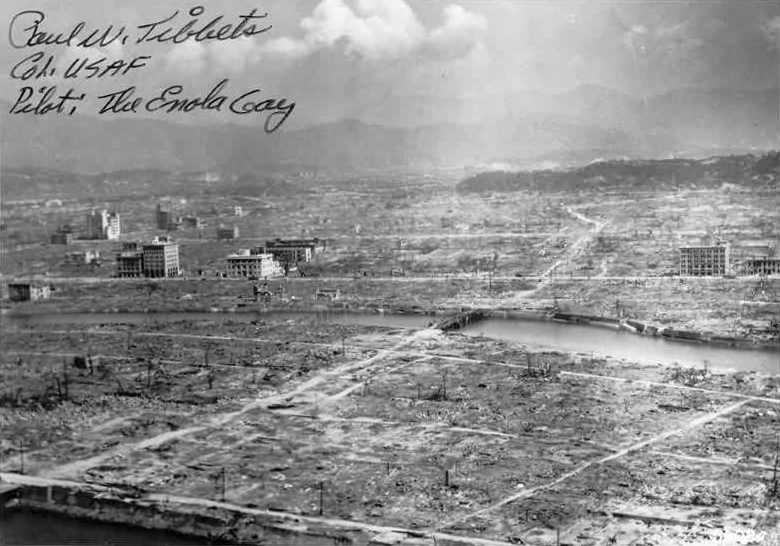
آثار انفجار القنبلة الذرية على هيروشيما في 6 أغسطس 1945

الدمار المتبادل المؤكد هو عقيدة للاستراتيجية العسكرية وسياسة الأمن القومي حيث يؤدي الاستخدام الكامل للأسلحة النووية من جانب طرفين متعارضين أو أكثر إلى الإبادة الكاملة ( ضربة نووية وقائية وضربة ثانية). حيث إنها مبنية على نظرية الردع التي ترى أن التهديد باستخدام أسلحة قوية ضد العدو يمنع استخدام العدو لتلك الأسلحة ذاتها. وهذة الاستراتيجية هي شكل من أشكال توازن ناش حيث لا يملك أي أحد من الطرفين بعد تسليحه أي حافز لبدء نزاع أو نزاع مسلح.

## النظرية
بموجب عقيدة الدمار المتبادل المؤكد، يملك كل جانب أسلحة نووية كافية لتدمير الجانب الآخر. إذا شنّ أي من الطرفين هجومًا لأي سبب من الأسباب، فسوف يرد الطرف الآخر بقوة مساوية أو حتى أكبر. والنتيجة المتوقعة هي تصعيد فوري لا رجعة فيه للأعمال العدوانية، ما يؤدي إلى دمار مؤكد لكلا الطرفين المتقاتلين بشكل كلّي ومضمون. تتطلب العقيدة ألا يبني أي جانب ملاجئ على نطاق واسع. يؤدي بناء أحد الأطراف لنظام مماثل من الملاجئ إلى انتهاك عقيدة الدمار المتبادل المؤكد وزعزعة استقرار الوضع، لأنه لن يخشى كثيرًا حدوث ضربة ثانية. يُستَخدم نفس هذا المبدأ ضد الدفاع الصاروخي.
تفترض العقيدة أيضًا عدم تجرؤ أي من الطرفين على شن ضربة أولى لأن الجانب الآخر سيعتمد مبدأ الإطلاق بمجدر الإنذار (يُطلق عليه أيضًا الفشل القاتل) أو يرد باستخدام القوات الباقية (ضربة ثانية)، ما يؤدي إلى خسائر فادحة لكلا الطرفين. كان وما يزال العائد المتوقع من عقيدة الدمار المتبادل المؤكد سلامًا عالميًا متوترًا ولكنه مستقر.
بدأ التطبيق الأساسي لهذه العقيدة خلال الحرب الباردة (1940 إلى 1991)، إذ نُظر إلى عقيدة الدمار المتبادل المؤكد على أنها عامل مساعد على منع أي صراعات مباشرة واسعة النطاق بين الولايات المتحدة والاتحاد السوفييتي أثناء مشاركتهم على نطاق أصغر في حروب بالوكالة في جميع أنحاء العالم. كانت العقيدة مسؤولةً أيضًا عن سباق التسلح، إذ كافحت كلتا الدولتين للحفاظ على التكافؤ النووي، أو على الأقل الاحتفاظ بالقدرة على توجيه الضربة الثانية. على الرغم من انتهاء الحرب الباردة في أوائل التسعينيات، ما تزال عقيدة الدمار المتبادل المؤكد في حيز التطبيق.
يؤمن أنصار الدمار المتبادل المؤكد، الذين يرون فيها جزءًا من العقيدة الاستراتيجية لكل من الولايات المتحدة والاتحاد السوفيتي، بأن أفضل طريقة لتجنب الحرب النووية هي عدم توقع أي من الطرفين النجاة من تبادل نووي شامل كدولة قائمة. نظرًا إلى كون مصداقية التهديد أمرًا حاسمًا لمثل هذه الضمانات، تحتّم على كل جانب استثمار رأس مال كبير في ترساناته النووية حتى لو لم يكن الهدف استخدام هذه الترسانة. بالإضافة إلى ذلك، لا يُسمح لأي من الطرفين بالدفاع عن نفسه ضد الصواريخ النووية للطرف الآخر أو يُتوقع منه ذلك. وقد أدى ذلك إلى تحصين أنظمة التسليم النووي وتنويعها (مثل صوامع الصواريخ النووية، وغواصات الصواريخ البالستية، وقاذفات القنابل النووية المحفوظة في نقاط آمنة في حال الفشل) ومعاهدة الصواريخ المضادة للصواريخ الباليستية.
غالبًا ما يُشار إلى سيناريو الدمار المتبادل المؤكد بأنه نظرية الردع النووي. يُستخدم مصطلح «الردع» الآن في هذا السياق؛ اقتصر استخدامه في بادئ الأمر على المصطلحات القانونية.

## نبذة تاريخية

### ما قبل عام 1945
نُوقش مفهوم الدمار المتبادل المؤكد في الأدب لنحو قرن قبل اختراع الأسلحة النووية. يقدم المؤلف الإنجليزي ويلكي كولينز أحد أوائل المراجع، إذ كتب في فترة الحرب الفرنسية البروسية في عام 1870: «بدأت أؤمن بتأثير حضاري وحيد؛ حوّل اكتشاف أحد هذه الأيام المتمثل في عامل مدمر فظيع للغاية الحربَ إلى عملية إبادة شاملة وإن مخاوف الرجال ستجبرهم على الحفاظ على السلام». وُصف هذا المفهوم في عام 1863 من قبل جول فيرن في روايته بعنوان باريس في القرن العشرين، على الرغم من عدم نشر الرواية حتى عام 1994. ظهر الكتاب في عام 1960 وهو يصف «محركات الحرب»، التي أصبحت فعالة لدرجة صارت فيها الحرب أمرًا لا يمكن تصوره وجميع البلدان في مأزق دائم.
تذرّع عدد من مخترعي الأسلحة بالدمار المتبادل المؤكد. على سبيل المثال، حصل ريتشارد جوردان غاتلينغ على براءة اختراع بعد اختراعه بندقية غاتلينغ التي تحمل اسمه في عام 1862 بهدف جزئي متمثل في توضيح عدم جدوى الحرب. وبالمثل، صرّح ألفريد نوبل بعد اختراعه للديناميت في عام 1867 بأننا «نأمل في اليوم الذي يمكن فيه لفيلقين عسكريين إبادة بعضهما في ثانية واحدة، وأن تتراجع جميع الدول المتحضرة عن الحرب وتسرّح قواتها». نشر نيكولا تسلا في عام 1937 ما يُعرف باسم فن إسقاط الطاقة المركزة غير المنتشرة من خلال الوسائط الطبيعية، وهي أطروحة تتعلق بأسلحة حزمة الجسيمات المشحونة. وصف تسلا جهازه هذا بأنه «سلاح خارق من شأنه أن يضع حدًا لجميع الحروب».
توقعت مذكرة فريتش - بيريلز الصادرة في مارس 1940، وهي أول عرض تقني لسلاح نووي عملي، أن يكون الردع هو الوسيلة الرئيسية لمحاربة عدو يملك أسلحة نووية.